# Aboubakar Fofana
Aboubakar Fofana (* 1967 in Bamako, Mali) ist ein malischer Textilkünstler und Kalligraph.

## Leben
Aboubakar Fofana wurde in der malischen Hauptstadt Bamako geboren. Als er zehn Jahre alt war, zog seine Familie nach Gennevilliers, einer Stadt am Pariser Nordwestrand. Er begann sich für Kalligrafie zu interessieren. Fofana griff auf westliche wie östliche Traditionen zurück, um ein Meister seines Fachs zu werden. Auf der Suche nach afrikanischer Kalligrafie fand er durch mehrere Zufallsereignisse eine Sammlung mit Schriften des Kontinents. Die vielfältigen schriftlichen Ausdrucksformen – manche alt, manche modern – bildeten die Basis für seine erste große Ausstellung, die der romantischen Vorstellung entgegentrat, alle afrikanischen Gesellschaften gehörten mündlichen Traditionen an.
In Paris interessierte er sich für die traditionelle Technik des Blaufärbens von Textilien mit Hilfe der Indigopflanze. Als junger Erwachsener reiste Fofana durch Mali und die angrenzenden Staaten Senegal und Burkina Faso, um Wissen über diese aussterbende Tradition zu sammeln. Er wurde auch durch einen japanischen Meister im Textilfärben ausgebildet. Anfang der 2010er Jahre ging er zurück nach Bamako.
Sein Beitrag Fundi (deutsch Aufstand) wurde während der documenta 14 in der Kasseler documenta-Halle gezeigt.